# كلود بيرغ
كلود بيرغ (بالفرنسية: Claude Berge)‏ هو رياضياتي وعالم حاسوب فرنسي، ولد في 5 يونيو 1926 في باريس في فرنسا، وتوفي بنفس المكان في 30 يونيو 2002.